# أهل تادلة (شرقاوة)
أهل تادلة هي إحدى مشيخات المملكة المغربية، تتبع جغرافيا لعمالة مكناس وإداريًا لشرقاوة. يقدر عدد سكانها بـ 5540 نسمة حسب الإحصاء الرسمي للسكان والسكنى لسنة 2004.